# Katelijne Boon

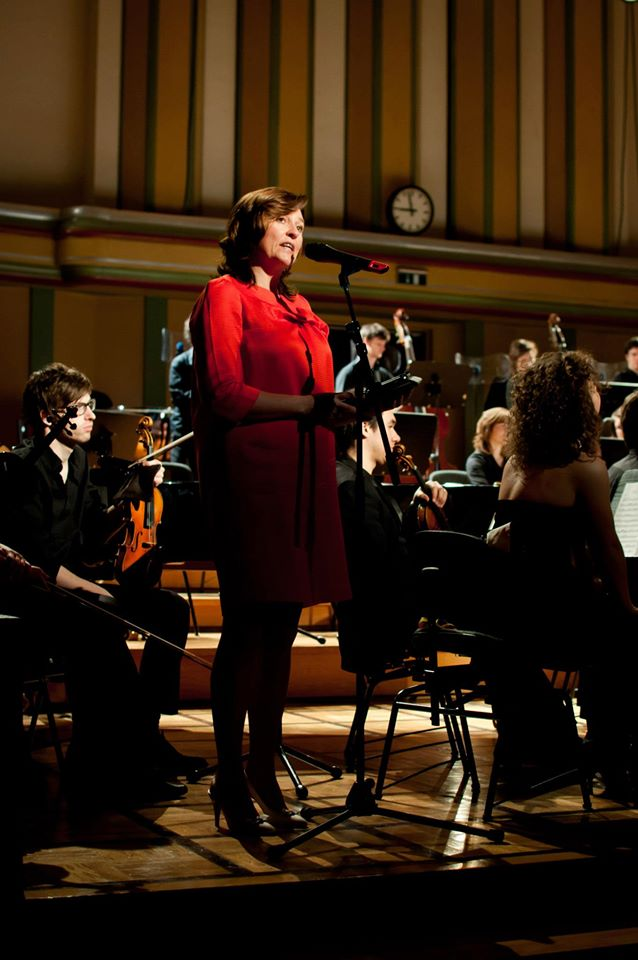
Boon als presentatrice van een concert van Frascati Symphonic in Flagey

Katelijne Boon (Leuven, 19 mei 1965) is een Belgisch radioprogrammamaakster (presentatrice en redactrice).

## Levensloop
Katelijne Boon volgde middelbaar onderwijs aan het Paridaensinstituut in Leuven (richting Latijn-Grieks) en koos voor de studies Germaanse Talen aan de KU Leuven. In haar eerste licentie specialiseerde ze in de (toen nieuwe) richting computerlinguïstiek. Nadat ze haar studies in 1988 afsloot, kwam ze als wetenschappelijk medewerkster terecht op de Ufsia in Antwerpen. Hier ontwikkelde ze een tijdlang software voor het universitaire onderwijs. Daarna begon ze te werken als informatieverantwoordelijke bij papierhandel AVA.
Het combineren van deze verantwoordelijkheden samen met haar huwelijk en vier opgroeiende kinderen deed Boon besluiten om een tijd lang haar te focussen op kortere projecten, onder andere als stemregisseur en freelancesopraan bij het Vlaams Radio Koor en verschillende muziekensembles. Ze was onder meer enkele jaren voorzitster van de raad van bestuur van het blazersensemble I Solisti del Vento.
Sinds 2001 is ze aan de slag als programmamaakster en -presentatrice, onder meer bij de radiozender Klara (o.a. De Ambassadeurs en De Liefhebber). Verder is ze ook bekend door haar presentatie van de Koningin Elisabethwedstrijd, sinds het pensioen van Fred Brouwers. In 2008 maakte ze hier haar debuut door de editie zang te presenteren.
In oktober 2019 presenteerde ze de ceremonie ter gelegenheid van de achttiende verjaardag van kroonprinses Elisabeth van België.

## Studies
- Germaanse talen Nederlands-Engels, KU Leuven (1988)
- Marketing, Groep T (1989)

## Programma's
- De Ambassadeurs
- De Liefhebber
- Koningin Elisabethwedstrijd

## Samenwerkingen
- Vlaams Radio Koor
- I Solisti del Vento
- La Furia
- Ensemble Polyfoon